# Monatsmittel
Der Begriff Monatsmittel bezeichnet allgemein den Durchschnittswert einer Größe für einen Monat. Es wird häufig als Synonym für die Monatsmitteltemperatur verwendet, kann aber auch andere Durchschnittswerte bezeichnen, wie z. B.
- das Monatsmittel des Niederschlags eines bestimmten Monats oder
- die durchschnittlichen Kosten eines Monats, etwa für einen Telefontarif,

da diese Größen häufig pro Monat berechnet oder angegeben werden.